# Invasion du Timor (Seconde Guerre mondiale)
Seconde Guerre mondiale - Guerre dans le Pacifique
Batailles
Invasion des Indes orientales néerlandaises
- Bornéo (1941-1942)
- Manado
- Tarakan (1942)
- Balikpapan (1942)
- Amboine
- Makassar
- Sumatra
- Badung
- Timor
- Première bataille de la mer de Java
- Détroit de la Sonde
- Java
- Seconde bataille de la mer de Java

Japon :
- Raid de Doolittle
- Bombardements stratégiques sur le Japon (Tokyo
- Yokosuka
- Kure
- Hiroshima et Nagasaki)
- Raids aériens japonais des îles Mariannes
- Campagne des archipels Ogasawara et Ryūkyū
- Opération Famine
- Bombardements navals alliés sur le Japon
- Baie de Sagami
- Invasion de Sakhaline
- Invasion des îles Kouriles
- Opération Downfall
- Reddition du Japon

Pacifique central :
- Pearl Harbor
- Guam (1941)
- Wake
- Raid sur les îles Gilbert et Marshall
- Opération K
- Midway
- Opération RY
- Campagne des îles Gilbert et Marshall
- Campagne des îles Mariannes et Palaos
- Campagne des archipels Ogasawara et Ryūkyū
- Opération Inmate

Pacifique du sud-ouest :
- Nauru
- Invasion des Philippines (1941-42)
- Invasion des Indes orientales néerlandaises
- Opérations de l'Axe dans les eaux australiennes
- Raids aériens japonais sur l'Australie (1942-43)
- Opération Ke
- Campagne des îles Salomon
- Campagne de Nouvelle-Guinée
- Campagne des Philippines
- Campagne de Bornéo (1945)

Asie du sud-est :
- Invasion de l'Indochine (1940)
- Océan Indien (1940-45)
- Guerre franco-thaïlandaise
- Invasion de la Thaïlande
- Campagne de Malaisie
- Hong Kong
- Singapour
- Campagne de Birmanie
- Opération Kita
- Indochine (1945)
- Détroit de Malacca
- Opération Jurist
- Opération Tiderace
- Opération Zipper
- Bombardements stratégiques (1944-45)

Guerre sino-japonaise
Front d'Europe de l’Ouest
Front d'Europe de l’Est
Bataille de l'Atlantique
Campagnes d'Afrique, du Moyen-Orient et de Méditerranée
Théâtre américain
L'invasion du Timor, qui dura de janvier 1942 à février 1943, se déroula durant l'invasion des Indes orientales néerlandaises, dans le cadre du théâtre asiatique de la Seconde Guerre mondiale.

## Contexte
Timor était divisé entre deux puissances coloniales : le Portugal à l'Est et les Pays-Bas à l'ouest. L'Australie avait conclu un traité d'alliance avec les Pays-Bas en cas d'invasion japonaise. Le gouvernement portugais espérait de son côté que le Japon respecterait sa neutralité dans le conflit mondial. Le 12 décembre 1941, alors que les Japonais attaquaient les possessions occidentales en Asie, un détachement de 1 400 soldats australiens, désigné sous le nom de Sparrow Force, fut déployé à Kupang, dans la partie néerlandaise de Timor.

## Invasion alliée du Timor oriental
Le gouvernement portugais d'Antonio Salazar avait refusé aux Alliés l'autorisation de se déployer au Timor oriental, ce qui risquait de laisser leur front à découvert face à une attaque japonaise. Le 17 décembre 1941, alors que les Japonais commençaient leur attaque sur les possessions des Pays-Bas, 400 soldats néerlandais et australiens pénétrèrent sur le territoire de la colonie portugaise. Les 500 soldats portugais n'offrirent pas de résistance, tandis que le gouverneur portugais, Manuel de Abreu Ferreira de Carvalho, se déclarait prisonnier.

## Invasion japonaise

### Timor portugais
Le 26 janvier 1942, le Service aérien de la Marine impériale japonaise attaqua les pistes aériennes de Penfui, et se trouva opposé à la résistance des avions de la Royal Air Force, de l'United States Army Air Forces, et de la Royal Australian Air Force.
Dans la nuit du 19 au 20 février 1942, les troupes japonaises débarquèrent à Dili, capitale de la colonie portugaise. Les Australiens, pris par surprise, opposèrent néanmoins une forte résistance avant de se retirer sur les montagnes du sud et de l'Est, tandis que les Néerlandais se retiraient vers la frontière au sud-est. À Aileu, 5 soldats portugais sont tués en tentant de résister aux soldats japonais.

### Timor néerlandais
Également dans la nuit du 19 au 20 février 1942, les Japonais bombardèrent les forces alliées au Timor occidental. 4 000 soldats japonais débarquèrent ensuite au sud-est de l'île, coupant les positions néerlandaises des forces armées australiennes. Le 23 février 1942, les soldats de la Sparrow Force étaient épuisés, et leur commandant William Legatt accepta de se rendre aux Japonais.

## Résistance alliée
À la fin février 1942, les Japonais contrôlaient l'essentiel du Timor néerlandais et les environs de Dili, mais craignaient encore d'avancer vers le sud et l'Est de l'île, où les forces alliées s'étaient retranchées dans les montagnes. Malgré la neutralité officielle du gouverneur portugais, une partie des forces armées portugaises et des indigènes du Timor oriental (portugais) vinrent en aide aux forces alliées, en leur permettant d'utiliser leurs lignes de téléphone pour communiquer entre elles. Les Alliés ne disposaient cependant pas de système de communication international, et se trouvaient coupés du monde extérieur. En mars 1942, les forces alliées qui avaient fait retraite sur l'île réalisèrent leur jonction. Australiens, Néerlandais et Portugais réalisèrent des actions de guérilla contre les forces japonaises, tuant notamment l'un des commandants ennemis. Le 24 mai 1942, les commandants Veale et Van Stratten furent évacués par la Royal Air Force.

## Contre-attaque japonaise
En août 1942, des renforts de la 48e division japonaise arrivèrent depuis les Philippines. Le 19 août 1942, une offensive permit de prendre les positions néerlandaises autour des villes de Maubisse et Beco. Les Japonais s'assurèrent également la collaboration de certains indigènes du Timor oriental, qui leur fournirent des renseignements sur les positions alliées, et se rebellèrent contre les Portugais à Maubisse. Les Australiens, de leur côté, envoyèrent également des renforts. En septembre 1942, les Japonais utilisèrent des milices timoraises pour affronter les Alliés, et firent également pression sur les Portugais pour obtenir leur aide. 26 citoyens portugais, dont plusieurs officiers et un prêtre catholique, furent tués dans les six premiers mois d'occupation. En novembre 1942, les Japonais ordonnèrent aux civils portugais de se rassembler dans une « zone neutre », sous peine d'être considérés comme complices des Alliés. Cela eut pour effet d'encourager un peu plus les Portugais à rejoindre le camp des Alliés, et à leur demander leur aide pour évacuer les femmes et les enfants.
Dans la nuit du 30 novembre au 1er décembre 1942, la Royal Australian Navy organisa un débarquement de renforts néerlandais, tout en évacuant les civils. L'un des trois bateaux utilisés pour l'opération, le HMAS Armidale, fut néanmoins coulé par les Japonais avec tous ses passagers.

## Retraite alliée
À la fin 1942, les Japonais comptaient désormais 12 000 hommes sur l'île. Le 11 décembre 1942, le destroyer néerlandais HMAS Arunta évacua les restes de la Sparrow Force, ainsi que des civils portugais. Une retraite générale fut décidée à la fin janvier 1943, et les derniers soldats alliés furent évacués le 10 février 1943, mettant un terme à l'invasion des Indes orientales néerlandaises.

## Littérature
- Kisho Tsuchiya: Indigenization of the Pacific War in Timor Island: A Multi-language Study of its Contexts and Impact, p. 1–22, Journal War & Society, Vol. 38, No. 1, 2018.